# 山本壽夫
山本 壽夫（やまもと ひさお、1953年 - ）は日本の経営学者。日本大学生産工学部マネジメント工学科教授。芸能都市の研究者として知られる。

## 略歴
神奈川県生まれ。1979年法政大学工学部建築学科卒、高崎経済大学地域政策研究科前期博士課程修了、川崎重工業勤務、財団法人都市経済研究所理事を経て、2004年LEC東京リーガルマインド大学総合キャリア学部教授、2007年4月LEC東京リーガルマインド大学総合キャリア学部長、2012年4月同学部 客員教授を歴任。中央大学総合政策研究科にて博士（学術）取得。2013年4月から日本大学国際関係学部 非常勤講師を務め、2014年4月日本大学生産工学部マネジメント工学科教授に就任した。

## 著書
- 『独創都市の形成とマネジメント』 LEC大学叢書 2007年10月

### 共著
- 日本港湾経済学会編『海と空の港大事典』 成山堂書店 2011年9月 （日本港湾経済学会創立50周年記念出版）
- 『観光・旅行用語辞典』 ミネルヴァ書房 2008年6月
- 『大相撲アイデアセンター』 ビジネス社 1992年12月

### 論文
- 「芸能の型とホスピタリティ空間〜芸能都市の研究（1）〜」

### 載作
- 『別冊太陽』「大正・昭和の鳥瞰図絵師 吉田初三郎のパノラマ地図」（2002年、平凡社）所収。

## 学協会
- 日本ホスピタリティ･マネジメント学会 副会長 2011年-
- 日本ホスピタリティ･マネジメント学会 理事 2005年-
- 経営関連学会協議会 評議員 2007年-
- 日本地域政策学会 理事 2004年-2008年
- 日本ビジネス実務学会 理事 2003年-2005年

## 公共公益法人
- 国土交通省都市･地域整備局所管財団法人都市経済研究所 理事 1997年-2012年
- 社会福祉法人かやの実社 理事 1992年-
- 社団法人日本ペンクラブ 会員 2003年-

## 受賞
- 日本ホスピタリティ･マネジメント学会第6回学会賞受賞 2014年2月
- 日本ホスピタリティ･マネジメント学会第2回学会賞受賞 2010年1月

## 所属学会
- 日本ホスピタリティ・マネジメント学会
- 日本地域政策学会
- 公益社団法人 日本都市計画学会
- 研究・技術計画学会
- 日本港湾経済学会
- 組織学会
- 日本経営システム学会
- 国際戦略経営研究学会
- 経営関連学会協議会
- 公益社団法人 日本工学教育協会